# STSAT-1
STSAT-1 (acronyme de Science and Technology Satellite-1), anciennement appelé KAISTSAT-4 (Korea Advanced Institute of Science & Technology Satellite-4), est un microsatellite expérimental et scientifique sud-coréen lancé en 2003 par un lanceur russe Kosmos-3M. Le satellite à faible coût développé par SaTReC et financé par le Ministère de la science et de la technologie (Ministry of Science and Technology - MOST) a pour objectif de mettre au point une plate-forme pour microsatellite, tester un viseur d'étoiles, valider les performances d'instruments scientifiques embarqués et utiliser un nouveau système de gestion des données.

## Historique
Le succès du satellite expérimental sud-coréen KITSAT-3 lancé en 1999 et développé au sein de l'université KAIST (Korean Advanced Institute of Science and Technology) débouche sur la création de la société SaTReC qui va se charger par la suite de la commercialisation de satellites et de charges utiles développé avec l'appui du pole de compétences SaTReC au sein de l'université. STSAT-1 est le premier satellite développé et contrôlé par cette nouvelle entité. Il est lancé le 27 septembre 2003 par un lanceur Kosmos-3M qui décolle du cosmodrome de Plessetsk. C'est le premier satellite scientifique de la Corée du Sud,.

## Caractéristiques techniques du satellite
STSAT-1 utilise une plate-forme SI-100 testé par le satellite KITSAT-3. Le satellite qui a une forme parallélépipède (66 × 60 × 80 cm) a une masse au lancement de 106 kilogrammes. Le satellite est stabilisé sur 3 axes. Son orientation est déterminée à l'aide de viseurs d'étoiles, de capteurs solaires, de gyroscopes et d'une centrale à inertie. Les changements d'orientation sont réalisés à l'aide de roues de réaction et de magnéto-coupleurs. L'énergie est fournie par trois panneaux solaires dont un fixe et deux déployés en orbite et produisent 150 watts. Les données sont transmises en bande S et en bande X (débit sur la liaison descendante de 3,2 mégabits par seconde). Il a une durée de vie utile de deux ans.

## Instruments scientifiques
Le satellite emporte 3 instruments :
FIMS
FIMS (Far ultraviolet Imaging Spectrograph), est un spectrographe du rayonnement ultraviolet lointain, qui a pour objectif d'étudier la matière interstellaire chaude et diffuse dans le spectre de l'ultraviolet lointain. Les objectifs du spectrographe sont :
- de cartographier la distribution spatiale des plasmas chauds galactiques à travers une étude du ciel sur un an.
- de déterminer les états physiques de la matière interstellaire chaude tels que les superbulles et les rémanents de supernova avec des observations pointues.
- de tester les modèles actuellement disponibles pour l'évolution galactique.

L'instrument permet la cartographie détaillée de la distribution spatiale des plasmas chauds galactiques et la détermination des états physiques des matières interstellaires chaudes ainsi que la détection des différentes lignes d'émission de la haute atmosphère de la Terre. Les données d'observation permettent de déterminer l'état d'équilibre thermique et d'ionisation dans les plasmas chauds galactiques.
Le spectrographe effectue également des observations sur les aurores polaires et les ondes lumineuses de la Terre avec un pouvoir de résolution élevé et des informations spectrales détaillées pour une mission de physique de l'espace. Sur la région polaire, l'image spectrale est comparée à des mesures in situ simultanées d'électrons keV de l'ensemble SPP. Le spectrographe observe les aurores régulièrement deux fois par jour.
SPP
SPP (Space Physics Package) comprend quatre instruments :
- ESA (ElectroStatic Analyzer).
- SST (Solid State Telescope).
- LP (Langmuir Probe).
- SMAG (Scientific Magnetometer).

Les objectifs scientifiques sont de fournir une capacité d'échantillonnage rapide des composants du plasma magnétosphérique à haute énergie, des plasmas ionosphériques froids et de mesurer les champs magnétiques de la Terre. Les objectifs particuliers sont :
- Détection des plasmas de vent solaire pénétrant directement et des électrons ionosphériques froids et ascendants.
- Étude des structures à une échelle sub-km des régions polaires de la Terre.
- Comparaison des mesures in situ avec les images spectrographiques des aurores terrestres dans les régions ultraviolettes lointaines.

Le télescope électronique (SST) mesure les composants à haute énergie des particules des aurores. Il permet d'effectuer des recherches sur les mécanismes d'accélération des particules dans la magnétosphère. De plus, il étudie les flux plasmatiques entrant et sortant du champ magnétique terrestre.
DCS
Un DCS (Data Collection System) est mis au point dans le cadre d’une coopération entre SaTReC et l'ITR (Institute for Telecommunications Research) de l'université d'Adélaïde et du CRCSS en association avec FedSat-1. Dans la terminologie FedSat-1, le système s'appelle ADAM (Advanced Data Acquisition and Messaging System).
Les objectifs du DCS sont les suivants :
- Mise en place d'un système de collecte de données par satellite pour la surveillance de l'environnement, le suivi de la faune et le transport.
- Démonstration de la technologie de communication par satellite à orbite basse en adoptant de nouveaux protocoles pour la messagerie bidirectionnelle, les algorithmes de modem embarqués et les architectures.
- Établissement d'une communication bidirectionnelle entre le DCS embarqué et le segment sol, composé de nombreuses DCP (Data Collection Platform). Un protocole TDMA (Time Division Multiple Access - accès multiple par répartition dans le temps) est utilisé sur la liaison montante pour collecter simultanément les données de diverses DCP.
- Acquisition des activités combinées entre STSAT-1, terminaux mobiles, stations de réception de données et celles de FedSat-1 (Australie).

Dans la mission STSAT-1, la principale application du système DCS est la recherche océanographique associée au projet de surveillance de l'environnement ARGO (« Array for Real time Geostrophic Oceanography ») (ARGO fait partie de l’expérience World Ocean Circulation Experiment). La charge utile DCS comprend une électronique UHF et un processeur BBP (BaseBand Processor) identique à celui de FedSat-1. Le module BBP assure le traitement des données pendant la communication de données par paquets entre le satellite et les terminaux mobiles dans le segment terrestre (il s’agit de bouées ARGO distribuées autour de la péninsule coréenne et de l’Australie - surveillées par STSAT-1 et FedSat-1). Les bouées enregistrent des données environnementales océaniques telles que la température et la salinité jusqu'à une profondeur de 2 000 m.